# Gamze Tazim
 Gamze Tazim, née le 28 janvier 1989 à La Haye, est une actrice turco-néerlandaise.

## Filmographie

### Cinéma et téléfilms
- 2006-2009 : Het Huis Anubis (nl) : Noa van Rijn
- 2008 : Anubis en het Pad der 7 Zonden (en) de Dennis Bots : Noa[2]
- 2009 : Anubis en de wraak van Arghus (nl) : Noa van Rijn
- 2010 : Gangsterboys (nl) de Paul Ruven[3]
- 2011 : Van God los (nl) : Meriban
- 2011 : Seinpost Den Haag (nl) : Esin Aytac
- 2012 : Mixed Kebab (nl) de Guy Lee Thys : Elif[4]
- 2013 : Malaika (nl)[5]
- 2016 : Flikken Rotterdam (nl) : amie de Cahit
- 2017 : Ceblok H : Aimina